# Рыковская волость (Великолукский уезд)
Рыковская волость — административно-территориальная единица в составе Великолукского уезда Псковской губернии РСФСР в 1924 — 1927 годах. Центром было село Скоково.
В рамках укрупнения дореволюционных волостей губернии, новая Рыковская волость была образована в соответствии с декретом ВЦИК от 10 апреля 1924 года из упразднённых Вязовской, Миритиницкой и Новской волостей Великолукского уезда и была разделена на сельсоветы Вязовский, Миритиницкий, Михновский, Монинский, Руновский, Рыкайловский, Чуриловский. В 1926 году образованы Ласиченский и Хоботовский сельсоветы, Чуриловский сельсовет переименован в Бессоноаский, а Миритиницкий — в Олоховский. В начале 1927 года образован Островский сельсовет и упразднен Михновский.
В рамках ликвидации прежней системы административно-территориального деления РСФСР (волостей, уездов и губерний), Рыковская волость была упразднена в соответствии с Постановлением Президиума ВЦИК от 1 августа 1927 года, а её территория была включена в состав Рыковского района Великолукского округа Ленинградской области.